# Amédée Lefèvre-Pontalis
Pour les articles homonymes, voir Famille Lefèvre-Pontalis et Lefèvre.
Ne doit pas être confondu avec Amédée Lefèvre.
Jules-Amédée Lefèvre-Pontalis, né le 20 juin 1833 à Paris où il est mort le 28 avril 1901, est un avocat, historien, homme d'affaires et homme politique français.

## Biographie
Fils du notaire parisien Ferdinand Lefèvre, maire de Pantin sous la Restauration et propriétaire du château de Boissy, petit-fils du député Germain-André Soufflot de Palotte (neveu du célèbre architecte Soufflot) et frère cadet d'Antonin Lefèvre-Pontalis, il fait de brillantes études classiques et suit les cours de la faculté de droit de Paris. En 1855, l'année même où il est reçu avocat à la Cour d'appel de Paris, il débute dans les lettres par un discours sur les écrits du duc de Saint-Simon, qui obtint le prix d'éloquence à l'Académie française. L'Académie avait proposé ce sujet dès 1854, mais elle n'avait pas cru devoir décerner de récompense cette année-là. Amédée Lefèvre-Pontalis concourt et partage le prix avec Eugène Poitou, conseiller à la cour d'appel d'Angers.
Ces succès académiques ouvrirent à Amédée Lefèvre-Pontalis l'accès de la Revue des Deux Mondes où il publie quelques études sur Chateaubriand, etc, et collabore aussi au Correspondant. Il avait donné en librairie un ouvrage intitulé la Liberté de l'Histoire (1860), et s'était acquis, dans les cercles légitimistes, une certaine notoriété, lorsqu'il fut désigné, après la chute de l'Empire, par les conservateurs d'Eure-et-Loir, comme candidat à l'Assemblée nationale.
Propriétaire du château d'Aulnaie, il est maire de la commune de Saint-Christophe sur lequel il se trouve, président du comité conservateur de Châteaudun et du comité des écoles libres d'Eure-et-Loir, et vice-président de la Société d'agriculture.
Élu député, le 8 février 1871, il prend place à droite et fait partie du bureau de la réunion des Réservoirs ; conservateur et clérical, il prend une part active aux tentatives de restauration monarchique (1873), se rendant à Frohsdorf dans le cadre des négociations avec le Henri d'Artois, comte de Chambord, et s'oppose à l'instauration de la République. Il réclame une indemnité exceptionnelle pour la ville de Châteaudun, fait partie des commissions de décentralisation, d'enquête sur les établissements pénitentiaires, de la commission des Trente, des commissions de l'organisation municipale de Paris, des délits politiques, du jury en matière de presse, de la restitution des biens de la famille d'Orléans, etc. Rapporteur du projet Raudot portant suppression des conseils de préfecture (1872), du projet de prorogation de l'Assemblée (1875), il parle dans les discussions sur les conseils généraux (juillet 1871), sur la nomination des maires (janvier 1874), sur les conseils municipaux, sur le mode d'élection des sénateurs (21 juillet 1875), combat la proposition Rivet (août 1871), et, dans un discours qui fut très remarqué, demande (10 mars 1873), lors de la discussion sur les attributions des pouvoirs publics, qu'on sortît du provisoire et qu'on se prononçât résolument entre la monarchie et la république. Il vote : pour la paix, pour les prières publiques, pour l'abrogation des lois d'exil, pour le pouvoir constituant de l'Assemblée, contre la dissolution, pour la chute de Thiers au 24 mai, pour le septennat, pour l'état de siège, pour la loi des maires, pour le ministère de Broglie, contre les amendements Wallon et Pascal Duprat et contre l'ensemble des lois constitutionnelles. Amédée Lefèvre-Pontalis dépose une proposition tendant à ordonner la révision de tous les décrets législatifs du gouvernement de la Défense nationale.
Après la dissolution de l'Assemblée, il se représente, le 20 février 1876, comme candidat monarchiste, dans l'arrondissement de Châteaudun, où il n'obtint que 3,907 voix contre 10,510 à Pierre Dreux, républicain, élu. Devenu, aux élections du 14 octobre 1877, le candidat officiel du maréchal de Mac-Mahon, il réunit en cette qualité 4,226 voix contre 11,074 au même concurrent, M. Dreux, des 363, réélu. Porté, le 4 octobre 1885, sur la liste conservatrice d'Eure-et-Loir, il échoua avec 25,146 suffrages sur 63,940 votants.
Il se retire du barreau en 1876, et occupe les fonctions de président du conseil d'administration des Messageries maritimes (1896-1901), des Messageries nationales et de la Société anonyme des mines de la Loire, de vice-président de la Société générale, d'administrateur de la Compagnie des chemins de fer de Paris à Lyon et à la Méditerranée (PLM), de la Société générale, de la Société des Forges et Chantiers de la Méditerranée, des Docks de Marseille, de la Société française de banque et de dépôts et de directeur et censeur de la Société générale de Crédit industriel et commercial (CIC).
Il est membre du Conseil supérieur de la marine marchande et du Comité central des houillères de France, ainsi qu'administrateur de la Société centrale de sauvetage des naufragés.
Il était un membre influent du Comité de l'Asie française,.
Vice-président de la Société dunoise d'archéologie, il y a publié plusieurs articles dans son bulletin, dont un consacré au "Protestantisme dans le Dunois".
Il meurt en son domicile à Paris 3, rue Montalivet le 28 avril 1901 à l'âge de 67 ans.

### Famille et descendance
Époux de Louise Caroline West (1842-1910), il est donc le gendre de Gérard West. Amédée Lefèvre-Pontalis est le père de l'ambassadeur Pierre Lefèvre-Pontalis (1864-1938), l'oncle de Germain Lefèvre-Pontalis et d'Eugène Lefèvre-Pontalis, et le grand-père d'Hubert Lefèvre-Pontalis. Ses autres enfants sont la baronne Christian de Launay (née Geneviève Lefèvre-Pontalis, 1862-1918), Carle Lefèvre-Pontalis (1866-1900), et Gérard Lefèvre-Pontalis (1869-1948).

## Principales publications
- De Solutionibus et liberationibus (Dig. 46,3). Du payement... (1854)
- Discours sur la vie et les écrits du Duc de Saint-Simon (1855)
- Bossuet d'après ses derniers historiens (1857)
- M. de Chateaubriand publiciste et homme politique (1859)
- La liberté de l'Histoire (1860)
- Louis Mortimer-Ternaux, député des Ardennes, membre de l'Institut (1872)
- L'Assemblée nationale et M. Thiers (1879)
- Éloge de Montesquieu (1891)
- Notice sur la transmission du comté de Dunois et de la vicomté de Châteaudun à la maison de Luynes, au commencement du XVIIIe siècle (1891)

## Sources
- Hubert Bonin, Histoire de la Société générale, Volume 1, Droz, 2006
- « Amédée Lefèvre-Pontalis », dans Adolphe Robert et Gaston Cougny, Dictionnaire des parlementaires français, Edgar Bourloton, 1889-1891 [détail de l’édition]